# Łabowiec (wieś)
Łabowiec (j. łemkowski Лабовец) – wieś w Polsce położona w województwie małopolskim, w powiecie nowosądeckim, w gminie Łabowa.
W latach 1975–1998 miejscowość administracyjnie należała do województwa nowosądeckiego.

## Demografia
Ludność według spisów powszechnych, w 2009 wg PESEL.
| Rok    | 1900 | 1921 | 1931 | 2002 |
| Liczba | 44   | 44   | 62   | 23   |

| Zwierzęta | Konie | Bydło | Owce | Świnie |
| Liczba    | 17    | 196   | 100  | 44     |